# Marche russe
 (octobre 2015).
Si vous disposez d'ouvrages ou d'articles de référence ou si vous connaissez des sites web de qualité traitant du thème abordé ici, merci de compléter l'article en donnant les références utiles à sa vérifiabilité et en les liant à la section « Notes et références ».

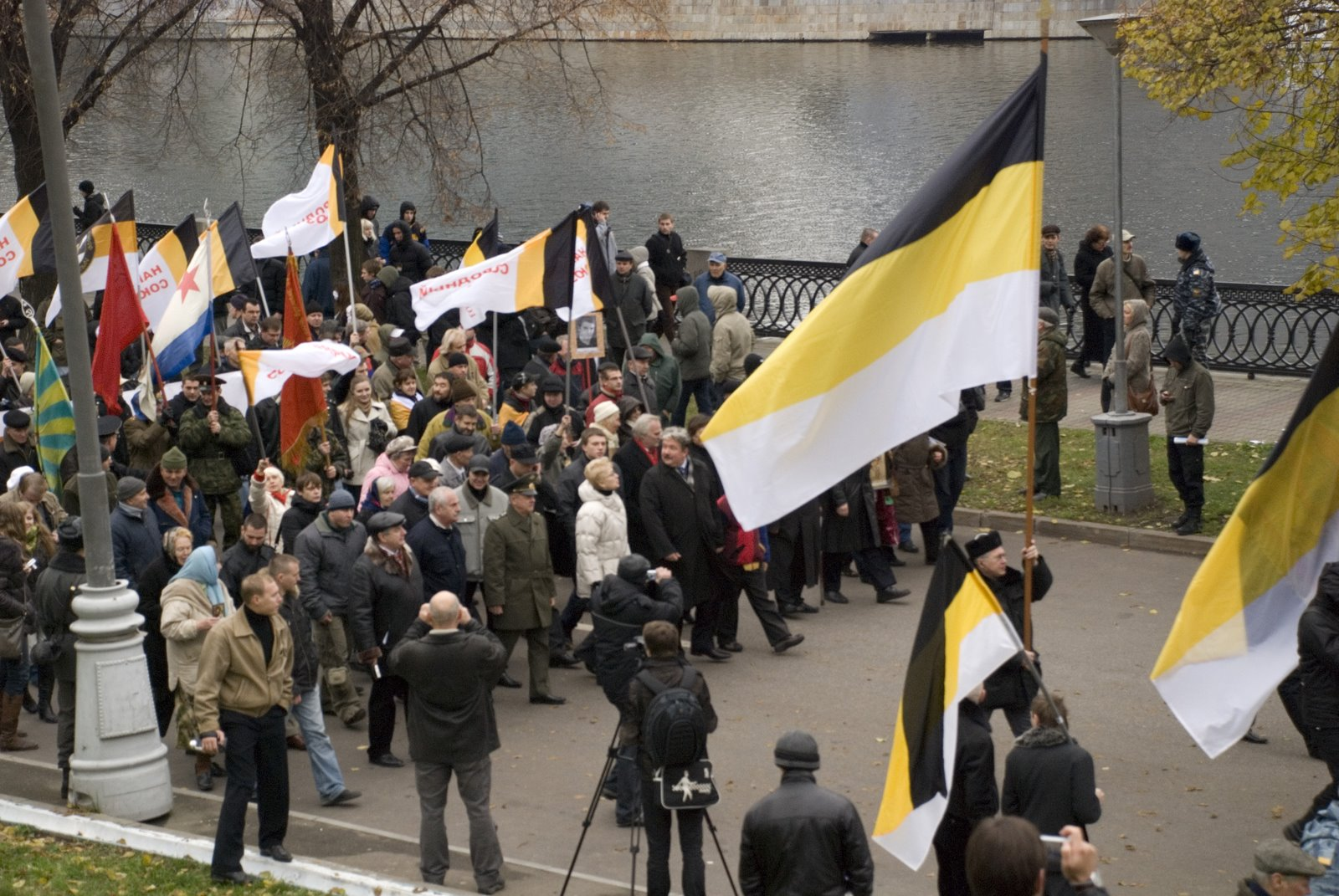
Marche russe à Moscou en 2008.

La Marche russe (russe : Русский марш) est une manifestation annuelle, organisée dans les grandes villes de Russie et des États de la CEI, des mouvances nationalistes. Elle se déroule depuis 2005 le jour de l'Unité nationale, fête nationale de Russie qui a lieu le 4 novembre. La première Marche russe a eu lieu en 2005, un an après l'établissement de la Journée de l'unité nationale en Russie, et est devenue la première grande manifestation autorisée de nationalistes russes dans la Russie moderne.
Selon certains auteurs, les nationalistes ont en fait « monopolisé » la Journée de l'unité nationale. L'événement est à la base de la création d'une large coalition de forces radicales de droite.
Parallèlement, des Marches russes alternatives sont organisées chaque année. Jusqu'en 2014, il s'agit, en règle générale, de formations politiques en conflit avec le DPNI ou l'Union russe. Après 2014, la Marche russe se retrouve en scission par rapport à la guerre du Donbass, une majorité de nationalistes soutenant les forces séparatistes pro-russes des républiques séparatistes de Donetsk et de Louhansk tandis qu'une minorité condamne l'intervention russe en Ukraine.